# Emmy Henz-Diémand
Emmy Henz-Diémand (* 14. Oktober 1937; † 1. April 2017) war eine auf Neue Musik spezialisierte Schweizer Pianistin.

## Leben
Emmy Henz-Diémand wuchs in Olten auf. Sie gehörte später zu den wenigen Meisterschülerinnen von Yvonne Loriod-Messiaen und genoss auch Unterricht bei Hedy Salquin, der ersten Dirigentin der Schweiz und Schülerin von Dinu Lipatti. Zu ihren Schülern gehört unter anderem der Schweizer Pianist Oliver Schnyder.
In ihrem Bestreben, Musik zu vermitteln, verfolgte sie mit ihrer mobilen Spielstätte, dem «Musigchare», einen für ihre Zeit ungewöhnlichen Lösungsansatz, wofür sie später den Musikpreis des Solothurner Kuratoriums erhielt. Auf Einladung der Salzburger Festspiele machte sie mit diesem Kleinlastwagen – einem Fahrzeug, das Musik auch in Aussenräumen möglich machte – samt dreimetrigem Konzertflügel Station. Dann eilte ein Mann herbei, blieb stehen, nahm seine Ohrstöpsel heraus und hörte ihr konzentriert zu. Am Ende trat er zu ihr und sagte: «So müsste man das machen.» Es war Dietrich Fischer-Dieskau. 
An den Weltmusiktagen der Internationalen Gesellschaft für Neue Musik ISCM 1991 realisierte sie ein Animationskonzept mit dem Schweizer Komponisten Stefan Signer. Emmy Henz-Diémand setzte sich zeitlebens für Neue Musik ein, über 70 Kompositionen wurden für sie geschrieben oder von ihr uraufgeführt.